# حسین‌قلی باقروف
حسین‌قلی باقروف (ترکی آذربایجانی: Hüseynqulu Seyid oğlu Bağırov؛ زادهٔ ۱۷ دسامبر ۱۹۵۵) سیاست‌مدار اهل جمهوری آذربایجان است. او نخستین وزیر محیط زیست و منابع طبیعی جمهوری  آذربایجان بود.